# Jean-Baptiste Noël
Pour les articles homonymes, voir Noël (homonymie).
Jean-Baptiste Noël était un député des Vosges à la Convention nationale, né à Remiremont le 24 juin 1727 et mort guillotiné le 8 décembre 1793 à Paris.

## Grand Chancelier du chapitre de Remiremont
Jean-Baptiste Noël naît à Remiremont le 24 juin 1727. Issu du milieu de la grande bourgeoisie, il est le fils de Joseph Noël, marchand roulier, et d'Anne-Marie Durand. Le 22 août 1752, il épouse à Remiremont Thérèse Sabine Jacquel, qui lui donne quatorze enfants. L'acte de mariage, conservé aux Archives départementales des Vosges est rédigé ainsi:

« L'an mille sept cent cinquante deux le vingt deuxième jour du mois d'Août... entre Jean Baptiste Noël avocat à la cour exerçant à Remiremont, fils d'honnête Joseph Noël, marchand bourgeois au dit lieu et d'Anne Marie Durand ses père et mère  de cette paroisse d'une part et demoiselle Thérèse Sabine Jacquel, fille de défunt sieur Jean Robert Jacquel ancien receveur des domaines de la prévôté d'Arches et de Barbe Catherine Vanesson ses père et mère... »

En novembre 1750, il est reçu avocat en la Cour souveraine de Lorraine (parlement de Nancy). Le 12 octobre 1753, ses parents donnent l'ensemble de leurs biens à leur fils, qui vient d'être « nommé Procureur fiscal de la ville de Remiremont par la Dame Abbesse », charge qu'avait tenue son beau-père et à laquelle il renonce en septembre 1756 en faveur de son beau-frère François Delorme (1724-1808). Le 3 avril 1754, il est choisi comme Grand Chancelier de l'Insigne Chapitre Noble de Remiremont » avec le titre de « Seigneur de Bains »[source insuffisante],,[source insuffisante] par l'abbesse Christine de Saxe, tante du roi Louis XVI. Dans ces fonctions, il a à gérer les intérêts complexes du chapitre, notamment dans ses rapports avec le pouvoir ducal, et à en restaurer les finances, gravement compromises. « Cet emploi était un des plus honorables de cette province et peut-être celui qui attirait le plus de considération à raison des rapports multipliés qu'il nécessitait avec les seigneurs, le clergé, le chapitre... et même avec le Souverain dont les officiers tentaient sous cape à empiéter sur les droits du chapitre »[source insuffisante]. Il dirige tout ce qui concerne les biens, revenus, droits seigneuriaux et prérogatives tant ecclésiastiques que féodales du chapitre.
Noël est également conseiller-solliciteur puis conseiller intime de Madame l'Abbesse,,. 
Élu député à l'Assemblée provinciale de Lorraine en 1788, il est nommé en 1789 procureur-syndic du district de Remiremont, poste qu'il conserve lors du renouvellement de 1791, puis, le 7 février 1790, officier municipal de Remiremont,.

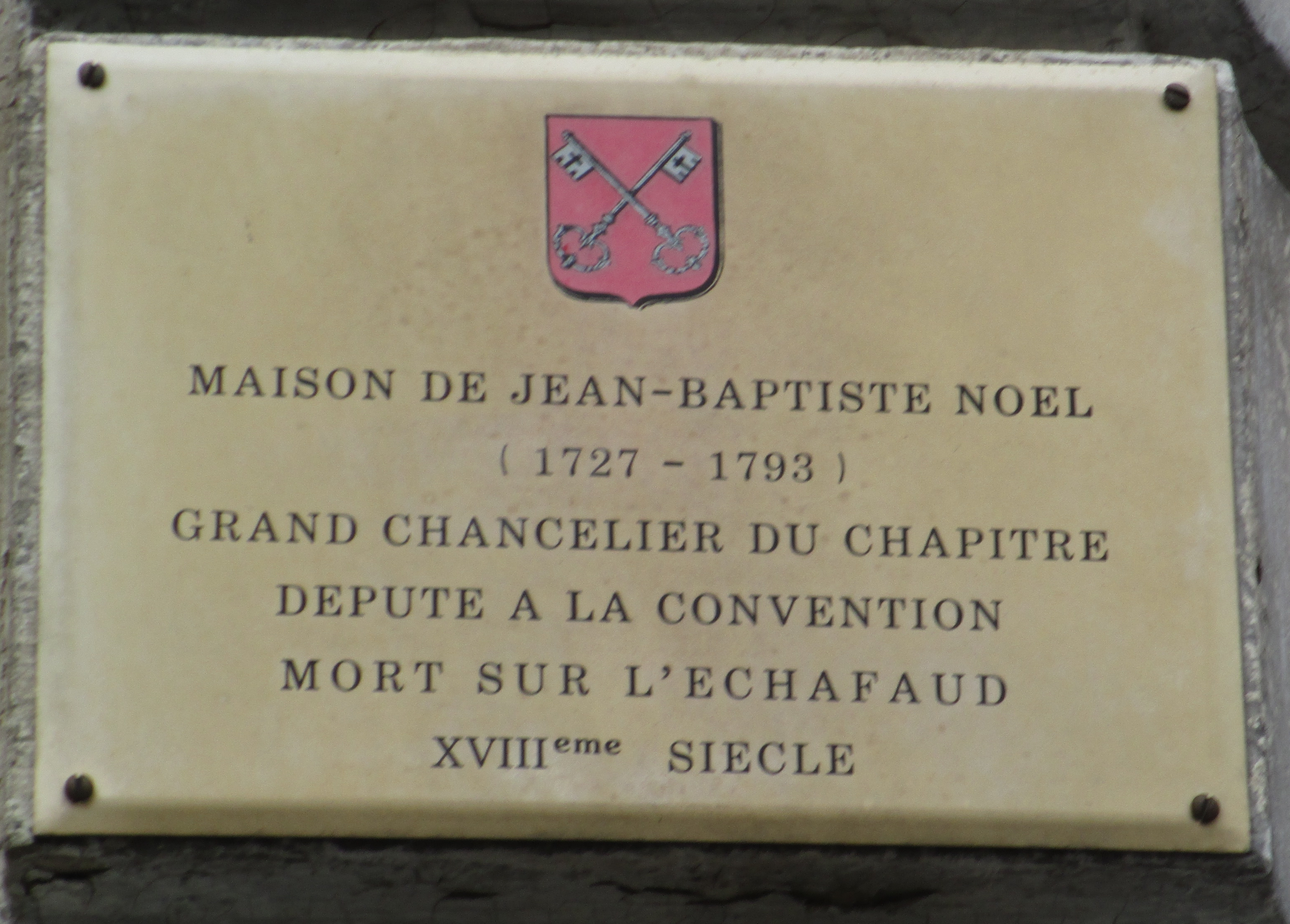
Plaque sur la maison de Jean-Baptiste Noël à Remiremont

## Député de la Convention
Le 2 septembre 1792, alors qu'il ne s'est pas présenté à l'élection, il est élu par l'assemblée électorale du département des Vosges, le cinquième sur huit, avec 210 voix sur 366 votants, député à la Convention nationale. Siégeant sur les bancs du Marais, il est nommé au Comité de législation, où il exerce les fonctions de président pendant deux mois, conformément au règlement de l'Assemblée[source insuffisante], avant de laisser la place à Cambacérès.
Durant les douze mois où il participe effectivement au travail de la Convention, il se fait remarquer par son œuvre de jurisconsulte, notamment par la rédaction des articles relatifs aux successions (le Projet de loi sur les successions par J.B. Noël, député du département des Vosges, membre du Comité de Législation, imprimé par ordre de la Convention Nationale, en juillet 1793), qui ont été repris dans le Code civil en 1804, et par différentes interventions, notamment son Discours sur la situation et la politique générale et sa Défense de Roland contre Danton. Sa Motion d'ordre contre les concussionnaires, son Projet de décret contre les provocateurs au meurtre et surtout sa Réaction contre la prépondérance de la Commune de Paris lui attirent de grandes inimitiés[source insuffisante].

## Le procès du roi
Lors du procès du roi, il se récuse, aux quatre questions posées. À la première question (« Louis Capet est-il coupable de conspiration contre la liberté publique et d'attentats contre la sûreté générale de l'État, oui ou non ? »), il commente ainsi sa décision :

« J'ai l'honneur d'observer que mon fils était grenadier dans un bataillon du département des Vosges ; il est mort sur la frontière en défendant la patrie ; ayant le cœur déchiré de douleur, je ne puis être juge de celui qu'on regarde comme le principal auteur de cette mort, la délicatesse me force à ne pas voter. »

Aux questions suivantes, il se borne à confirmer ses premiers propos, précisant à la deuxième question (« Le jugement de la Convention nationale contre Louis Capet sera-t-il soumis à la ratification du peuple, oui ou non ? ») :

« Je me récuse d'après les motifs que j'ai énoncés dans le premier appel nominal. »

Par ailleurs, il rédige un discours — Opinion de Jean-Baptiste Noël député du département des Vosges, sur le jugement de Louis XVI — développant son point de vue, imprimé à huit cents exemplaires :

« Citoyens,
Dois-je opiner dans ce grand procès, je ne le crois pas. Mon fils était grenadier dans un bataillon de mon département ; il était en garnison à Landau. Le traître, qui y commandait avant le brave Custine, envoya sa compagnie à 4 à 5 lieues en avant sur les terres de l'ennemi avec environ 30 chasseurs. À peine furent-ils arrivés au lieu indiqué que fatigués et n'ayant pas mangé depuis la veille, ils furent assaillis par quatre ou cinq cents uhlans : ils perdirent quelques hommes. Mon fils est du nombre. Au retour, il fut mis, de même que plusieurs de ses camarades, à l'hôpital où il mourut dix ou douze jours après, le 18 août dernier. Cette perte est d'autant plus cruelle pour moi, que ce fils était un jeune homme de la plus belle espérance ; la preuve en est qu’il s’était tellement acquis l’estime de ses camarades que, peu de jours avant sa mort, il avait été élu lieutenant-colonel de l’un de nos plus beaux bataillons, quoique âgé de vingt et un ans seulement.
Eh bien, Citoyens, ayant le cœur déchiré de douleur, puis-je être juge de l'homme que vous regardez comme le principal auteur de ces meurtres. Si la Convention trouve cette cause de récusation insuffisante et m'oblige à opiner, je le ferai avec toute l'impartialité que la plus austère probité exige de quiconque veut remplir cette terrible fonction. »

Donnant ensuite son avis juridique et politique, Noël estime, concernant le roi :

« Jusque-là il n'était que suspendu. Il doit donc être jugé aujourd'huy comme il eût pu et dû l'être alors. C'est donc comme roi et à raison des crimes qu'il a pu commettre étant Roi que vous allez le juger. Ses crimes sont la violation de ses serments et ses conspirations contre la Nation, conspirations qui ont causé le massacre de nombre de citoyens, l'incendie et le pillage, en un mot des maux affreux dont le terme ne nous est pas encore connu [...]. Il n'est pas le seul coupable, sans doute, mais s'il eut été franc et loyal, s'il eut sincèrement accepté et voulu la Constitution il les aurait empêchés ; il en avait tous les pouvoirs. Loin de là, il a donné les mains à tout; je l’en crois convaincu.
Je cherche dans le Code Pénal quelle peine peut être appliquée à un roi coupable de ces crimes et je ne l’y trouve pas. Je cherche dans la Constitution et ne trouve que la déchéance de la Royauté. Je demande aux principes et je me dis : en matière criminelle nulle peine arbitraire ne peut être prononcée ; le juge n'est que l'organe de la loi et ne peut appliquer que la peine prononcée par la Loi. Je ne puis donc prononcer que la déchéance [...]. La Royauté étant abolie, il serait dérisoire de prononcer la déchéance, j'en conviens et j'en conclus qu'il n'y a plus de peine à prononcer et que tout ce que l'on peut et doit faire, c'est prendre contre lui les mesures de sûreté générale que l’on croira le plus convenable au salut de la République. »

Suit une argumentation politique, dans laquelle il dénonce d’obscurs calculs et des intrigues :

« L’exécution du roi ne règle nullement le problème monarchique ; elle présente même les plus graves dangers. Louis est plus redoutable mort que vivant : haï de la Nation, pauvre et sans armée. Sa mort excitera d'abord les ennemis de la République. Ensuite ses héritiers : un fils innocent ou des frères plus hostiles que lui à la réforme du régime, d’autres encore ne manqueront pas de faire valoir un jour leurs prétentions et rétabliront l’ancien ordre de chose. »

Il attaque d'autres ambitions :

« Ces héritiers du pouvoir monarchique, ambitieux liberticides, ont des partisans nombreux au sein même de la Convention et au-dehors parmi ces "orateurs de guinguette" [...]. Ils seraient vraisemblablement les premiers à relever la tyrannie [...] Tout cela annonce des desseins perfides. »

Noël conclut :

« Le grand nombre du peuple a l’esprit républicain. »

« Une consultation populaire, une fois la paix rétablie ne devrait aboutir qu’à un consentement général à cet ordre à condition qu’on n’inquiète pas ce peuple dans cette liberté même qu’il vient d’acquérir, liberté religieuse, liberté économique, légalité. »

Pour mémoire, les cinq autres députés vosgiens et le suppléant présents au procès du roi ont voté ainsi : Poullain-Grandprey, Souhait et Perrin ont demandé la mort, Bresson, Couhey et Balland ont demandé l'exil ou l'internement.

## L'affaire Léonard Bourdon
Le 16 mars 1793, le représentant en mission Léonard Bourdon est blessé à Orléans lors d'une rixe opposant des membres de la « Société des amis de la Liberté et de l’Égalité » (désignation générique d'un club affilié aux Jacobins de Paris après le 10 août 1792, « sans préjudice d'appellation locale »), qui accompagnent les commissaires de la Convention, et des hommes en armes — factionnaires de la garde ou citoyens volontaires, selon les versions. Avertie de l'événement, présenté comme une rébellion de la municipalité d'Orléans, la Convention prend un décret déclarant la ville en rébellion, instaurant l'état de siège, suspendant la municipalité, ordonnant l'arrestation du maire et du procureur de la commune et chargeant trois commissaires d'enquêter sur l'affaire. Chargé le 13 mai par la Convention, au nom des comités de législation et de sûreté générale, d'un rapport sur le conflit opposant les représentants en mission à la municipalité, le Rapport sur la pétition des maires, officiers municipaux et procureur de la commune d'Orléans, Noël monte le jeudi 30 mai 1793 à la tribune pour proposer un projet de décret blanchissant la municipalité et la rétablissant dans ses fonctions, mais Bourdon s'y oppose, et la Convention vote l'ajournement de la lecture du rapport jusqu'à la séance de mardi,. Selon Étienne Noël, Bourdon, l'occasion se présentant, fait ajouter le nom de Jean-Baptiste Noël à celui des 29 députés et deux ministres girondins placés en résidence surveillée à l'issue de la séance du 2 juin.

## La fuite et l'arrestation
Proscrit, Noël se cache à Paris jusqu'au[réf. nécessaire] rapport d'Amar du 3 octobre, qui aboutit au vote d'un décret renvoyant plusieurs chefs girondins devant le Tribunal révolutionnaire, auquel il est mêlé, et ordonnant l'arrestation des protestataires des 6 et 19 juin. Le lendemain, le Tribunal révolutionnaire rend un jugement de prise de corps à son encontre. Toutefois, le même jour, il s'enfuit de Paris et, le 8, l'huissier chargé de lui notifier son arrestation annonce ne l'avoir trouvé dans aucun de ses logements successifs.
Arrêté au Russey (Doubs) le 2 frimaire an II (22 novembre 1793) alors qu'il s'apprête à rejoindre la Suisse, Noël présente un faux passeport, obtenu par complaisance au nom de Jean-Baptiste Morel, cultivateur et officier municipal au Tillot (district de Remiremont), mais il est emmené à Saint-Hippolyte où il avoue sa véritable identité,.
Son collègue, le girondin Dulaure, indique dans ses Mémoires :

« Ce fut alors que j'appris la nouvelle de l'arrestation d'un de mes collègues, nommé Noël. Ce vieillard respectable, décrété d'accusation, était déjà parvenu à l'extrême frontière du côté de Montbéliard, et n'avait plus qu'une heure de chemin pour arriver en Suisse. »

Le 5 frimaire (25 novembre), Bernard de Saintes, envoyé en mission dans le Jura, annonce depuis Montbéliard son arrestation au président de la convention : « On m'avait demandé à Saint-Hippolyte une voiture pour le conduire ici ; je l'ai refusée parce que je n'ai pas cru qu'un traître, qui avait trouvé des jambes pour désobéir à la loi, dût en manquer pour s'y soumettre ; il est donc venu à pied ; il couchera ce soir sur la dure et soupera frugalement en prison ; demain il partira pour Paris à cheval pour y être plus tôt rendu ; je remettrai à la gendarmerie ses papiers, qui prouvent qu'il s'est donné un nom supposé, qu'il a surpris un faux passeport et travaillé à se frayer le chemin de la Suisse,. »
Toujours à la même date, il envoie Noël au Tribunal révolutionnaire avec une lettre à Fouquier-Tinville indiquant : « Je t'envoie, citoyen, les papiers trouvés sur le député Noël, décrété d'accusation, et les procès-verbaux de sa capture et interrogatoire. Je le fais conduire dans les prisons de Paris. Je n'ai pas besoin de te le recommander. Tu as trop bien travaillé ses camarades et tu aimes trop l'égalité pour ne pas lui donner les mêmes soins. Et voilà encore un ennemi de moins. »

## L'interrogatoire
Extrait de la conciergerie et interrogé par Armand Verteuil le 18 frimaire an II en présence de Fouquier Tinville, Noël est d'abord questionné sur les motifs de sa fuite. 

« Le Tribunal Révolutionnaire ayant condamné à la peine de mort tous les députés qui avaient été traduits devant lui sans aucune exception, je me décidai de rechercher une retraite dans les monts Jura...
Observé au prévenu que ces excuses n'ont jamais dispensé un Représentant du Peuple de donner l'exemple de l'obéissance due aux lois et qu'il devait obéir sur le champ au décret d'accusation.
A répondu que tout citoyen peut se laisser juger par contumace, sans qu'on puisse lui en faire un crime et qu'il serait inouï qu'un député fut traité plus rigoureusement à cet égard que tout autre citoyen, la loi étant la même pour tous. »

Noël refuse ensuite d'indiquer les noms des personnes qui ont bien voulu lui donner retraite « de crainte de compromettre ceux qui (lui) ont rendu ce service ».
À la question « Quelle route avez-vous suivi de Paris à l'endroit de votre arrestation? », il assure :

« De Paris à Belfort, en droiture et de là également en droiture jusqu'au lieu de mon arrestation. »

Il refuse ensuite de nommer le particulier qui lui a remis un « passeport supposé ».

« Comme Représentant du Peuple vous ne pouviez ignorer la loi qui défend semblable contrefaçon ainsi que les peines qui y sont portées.

Répond qu'il ne connait pas de loi qui prononce des peines à cet égard ; que d'ailleurs il était impossible de s'évader sans se procurer des moyens d'évasion ; qu'on ne peut pas faire un grief à un décrété d'accusation d'user des moyens qui peuvent lui procurer une retraite... »

S'ensuit un échange sur les « assemblées particulières » auxquelles Noël auraient pu assister chez Valazé — Noël nie avoir participé à de telles réunions — ; sur ce qu'il aurait tramé contre la « Souveraineté et l'Indivisibilité de la République » — fidèle à ses convictions Noël confirme qu'il a toujours dit que la « France ne pouvait se sauver contre tant d'ennemis qu'en restant parfaitement unie ».
Le Conseil de la commune de Remiremont avait depuis longtemps témoigné à décharge :

« Le citoyen Noël, député des Vosges n'a jamais durant la session de la Convention rien adressé au Conseil en vue de soulever soit contre la commune de Paris soit contre l'unité de la République, ni rien qui puisse porter atteinte à la liberté et à la sureté du peuple français. »

Cette attestation de civisme n'est pas présentée à l'audience.

## La condamnation et l'exécution
Le tribunal condamne le prévenu le 18 frimaire an II à la peine de mort pour avoir conspiré contre « l'unité et l’indivisibilité de la République, contre la liberté et la sûreté du peuple français » et déclare ses biens acquis à la République, ordonnant l'exécution dans les 24 heures, place de la Révolution. Le jugement est signé du président Claude-Emmanuel Dobsen, des juges David et Armand Verteuil et du greffier Filleul[source insuffisante]. 
En 1862, dans le livre Mémoire des Sanson, sept générations d'excécuteurs écrit par le fils du bourreau Henri-Clément Sanson d'après les carnets de son père Henri Sanson se trouve le passage suivant :

« 18 frimaire. Ce jour nous avons guillotiné Jean-Baptiste Noël, député des Vosges, hors la loi. Dans la route, il m'a demandé si c'était vrai que madame Dubarry avait eu si grand peur ; et, une autre fois, si on avait bien essuyé le couteau, parce qu'il ne convenait pas que le sang d'un républicain fût souillé par le sang d'une prostituée. »

Quelques années plus tard, en 1883, évoquant la mort de la favorite de Louis XV, Charles Vatel raconte: « Pendant que les anciens banquiers s'efforcent de rassurer Madame du Barry, Noël, le conventionnel, philosophe doucement sur la vanité des choses humaines, l'impossibilité de vivre sous un régime de terreur et le bonheur de quitter le monde. »
En 1946, Henri Gaubert écrit qu'il est conduit à l'échafaud dans la même charrette que Madame du Barry et qu'il tente vainement de  haranguer la foule. Ses paroles furent couvertes par de retentissants « Vive la République ».  
Son corps et celui de ses compagnons de supplice sont jetés au cimetière de la Madeleine. C'est là que s'élève aujourd'hui, rue Pasquier, dans le square Louis-XVI, la chapelle expiatoire.